# Little Butte Creek
La Little Butte Creek est un affluent d'une longueur de 27 km du Rogue dans l’Oregon, un État des États-Unis.  Son bassin versant couvre une surface de 966 km2, dont environ 917 km2 se trouvent dans le comté de Jackson et les 49 km2 restants dans le comté de Klamath. La source de ses deux fourches, la North Fork (Fourche Nord) et la South Fork (Fourche Sud), se trouve haut dans la chaîne des Cascades près du mont McLoughlin et du Brown Mountain. Les deux fourches coulent en général en direction ouest jusqu'à ce qu'elles confluent près d’un ruisseau nommé Lake Creek. Le bras principal continue vers l'ouest, en traversant les communautés de Brownsboro, d'Eagle Point et de White City, avant qu’il se jette finalement dans le Rogue à environ 5 km dans le sud-est d'Eagle Point.
Au départ, le bassin versant de la Little Butte Creek fut peuplé par les tribus amérindiennes des Takelma et peut-être aussi des Shastas. Lors des guerres du Rogue dans les années 1850, la plupart des Amérindiens furent soit tués, soit forcés de vivre dans des réserves indiennes. Les premiers colonisateurs nommèrent la Little Butte Creek et la Big Butte Creek avoisinante d'après leur proximité au mont McLoughlin, ce mont qui était connu sous le nom Snowy Butte.  À la fin du XIXe siècle, le bassin versant servait surtout à l'agriculture et à l'exploitation forestière.  La ville d'Eagle Point fut constituée en corporation municipale en 1911 et reste toujours la seule ville incorporée dans les limites du bassin versant.
Des grandes quantités d'eau sont détournées de la Little Butte Creek pour être utilisées à l'irrigation, au stockage d'eau et à la production d'électricité. Un réseau de canaux amène l'eau au Howard Prairie Lake, au bassin versant du Klamath, à l'Agate Lake et à la vallée du Rogue.
Malgré sa pollution modérée, le ruisseau est l'un des meilleurs affluents du Rogue pour la production de saumons. Le saumon coho et le saumon chinook remontent chaque année; leur route est cependant gênée par plusieurs barrages. En 2005, une passe à poissons a été construite sur le barrage à Eagle Point datant des années 1880, mais elle a été détruite par des inondations seulement trois mois plus tard. Elle a été reconstruite en 2008. En 2011, la restauration de 2,1 km canalisés du ruisseau dans la Denman Wildlife Area a été terminée.

## Cours
La Little Butte Creek prend sa source dans la Chaîne de Cascades près du mont McLoughlin et du Brown Mountain. Elle s’étend sur environ 27 km et coule en général en direction ouest, jusqu'à-ce qu'elle conflue avec le Rogue,. La Little Butte Creek possède deux fourches principales: la North Fork et la South Fork. La source de la South Fork se trouve à 1 741 m au-dessus de la mer, tandis que celle de la North Fork est située considérablement plus bas à 1 414 m,,. Les deux fourches se rencontrent à 502 m, et créent ainsi le bras principal lui-même,. L'embouchure de la Little Butte Creek se trouve à 367 m au-dessus de la mer, ce qui donne au ruisseau un gradient d'environ  4,7 m/km.
La North Fork débute dans le Fish Lake près du mont McLoughlin. Elle coule vers l'ouest, en ne rencontrant que des petits affluents, avant de confluer avec la South Fork. Celle-ci prend sa source juste dans le sud du Brown Mountain, qui a une hauteur de 2 228 m. Le Pacific Crest Trail passe par cette région. La South Fork coule vers l'ouest et reçoit la Beaver Dam Creek et la Dead Indian Creek  sur sa rive gauche. Le bassin versant de la Beaver Dam Creek s'écoule sur 73 km2, et celui de la Dead Indian Creek sur environ 57 km2. Les Dead Indian Soda Springs se jettent dans la Dead Indian Creek à environ 1,6 km dans le sud de sa confluence avec la South Fork. Puis, celle-ci se dirige vers le nord-ouest, où la Lost Creek se jette dans elle près du Lost Creek Bridge, qui a été construit en 1919. Le bassin versant de la Lost Creek a une superficie d’environ 44 km2.

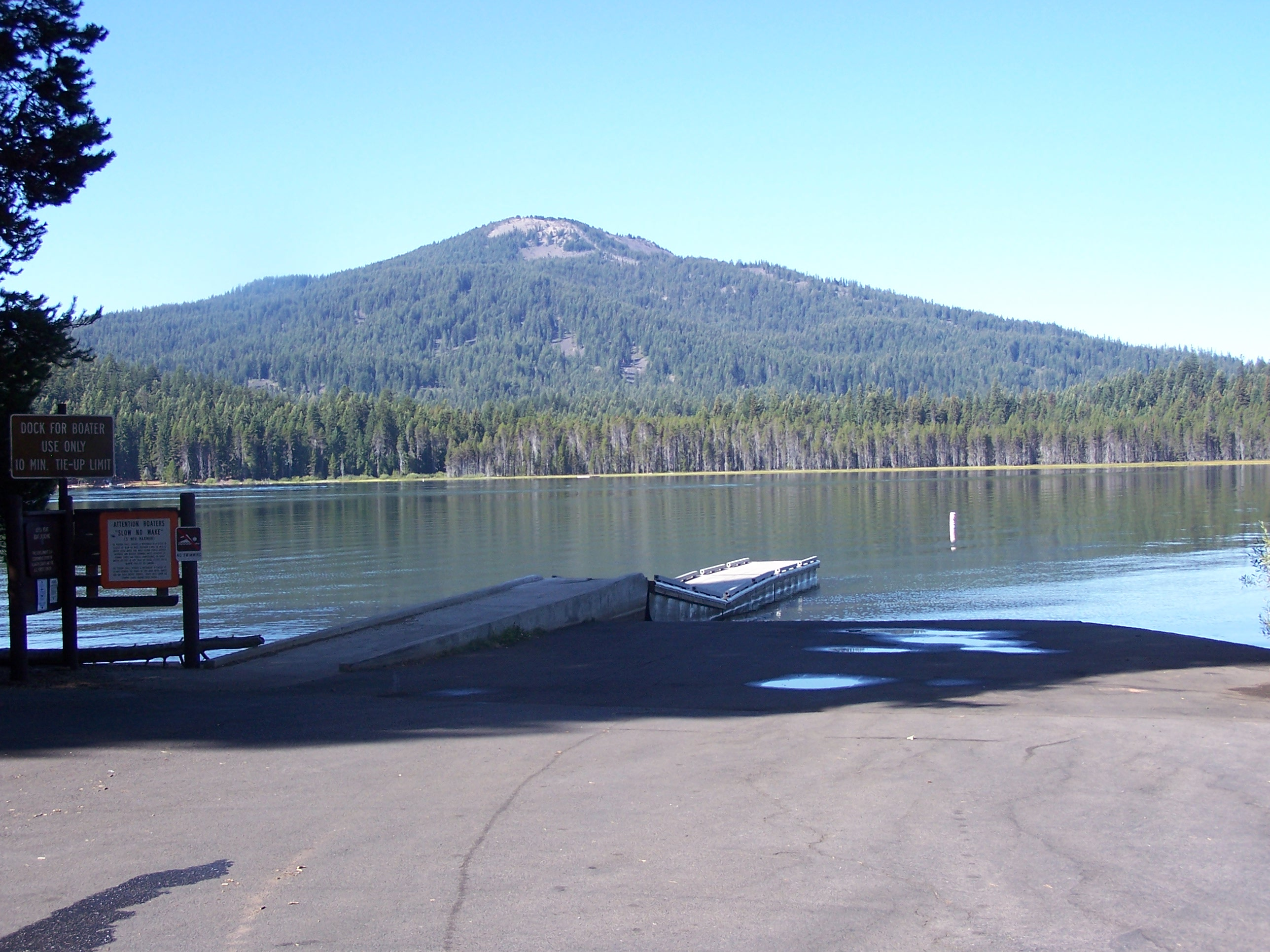
Le Brown Mountain vu du Lake of the Woods, qui se trouve près de la source de la South Fork

Juste après la confluence des deux fourches à environ 24 km dans le nord-est de Medford, la Little Butte Creek reçoit la Lake Creek sur sa rive gauche et traverse la communauté du même nom à 27 kilomètres de son embouchure,. Le bassin versant de la Lake Creek s’écoule sur 39 km2. Le bras principal est traversé par la South Fork Little Butte Creek Road à la hauteur de la Lake Creek. Ici, de l'eau est aussi détournée vers le Joint System Canal pour être stockée dans l'Agate Lake et pour irriguer la région de Medford. Quelques kilomètres plus loin dans l’ouest, la Little Butte Creek reçoit la Salt Creek et la Lick Creek sur sa rive droite, qui ont des bassins versants de respectivement 44 et 41 km2. L'Oregon Route 140 traverse le ruisseau à 16 kilomètres de l'embouchure.
Le ruisseau se tourne ensuite vers le sud-ouest et traverse la ville d’Eagle Point. Quatre ponts enjambent le ruisseau à Eagle Point: l'East Main Street, le Loto Street et l'Antelope Creek Bridge près de 8 kilomètres de son embouchure et l'Oregon Route 62 à 6 kilomètres de son embouchure. À environ 5 kilomètres de son embouchure, la Little Butte Creek reçoit son plus grand affluent, l'Antelope Creek, sur sa rive gauche. Celle-ci a un bassin versant d'une superficie de 150 km2,. L'Agate Lake, qui est traversé par la Dry Creek, se trouve dans le bassin versant de l'Antelope Creek., À 2,4 kilomètres de son embouchure, la Little Butte Creek est traversée par l'Agate Road. Puis, le ruisseau se jette à son tour dans le Rogue, à 212 kilomètres de l'embouchure, où le Rogue se jette dans l'océan Pacifique. L'embouchure de la Little Butte Creek se trouve dans la Denman Wildlife Area, à 5 km dans le sud-ouest d'Eagle Point, et à environ 1,6 km au sud-est d'Upper Table Rock,.

### Débit

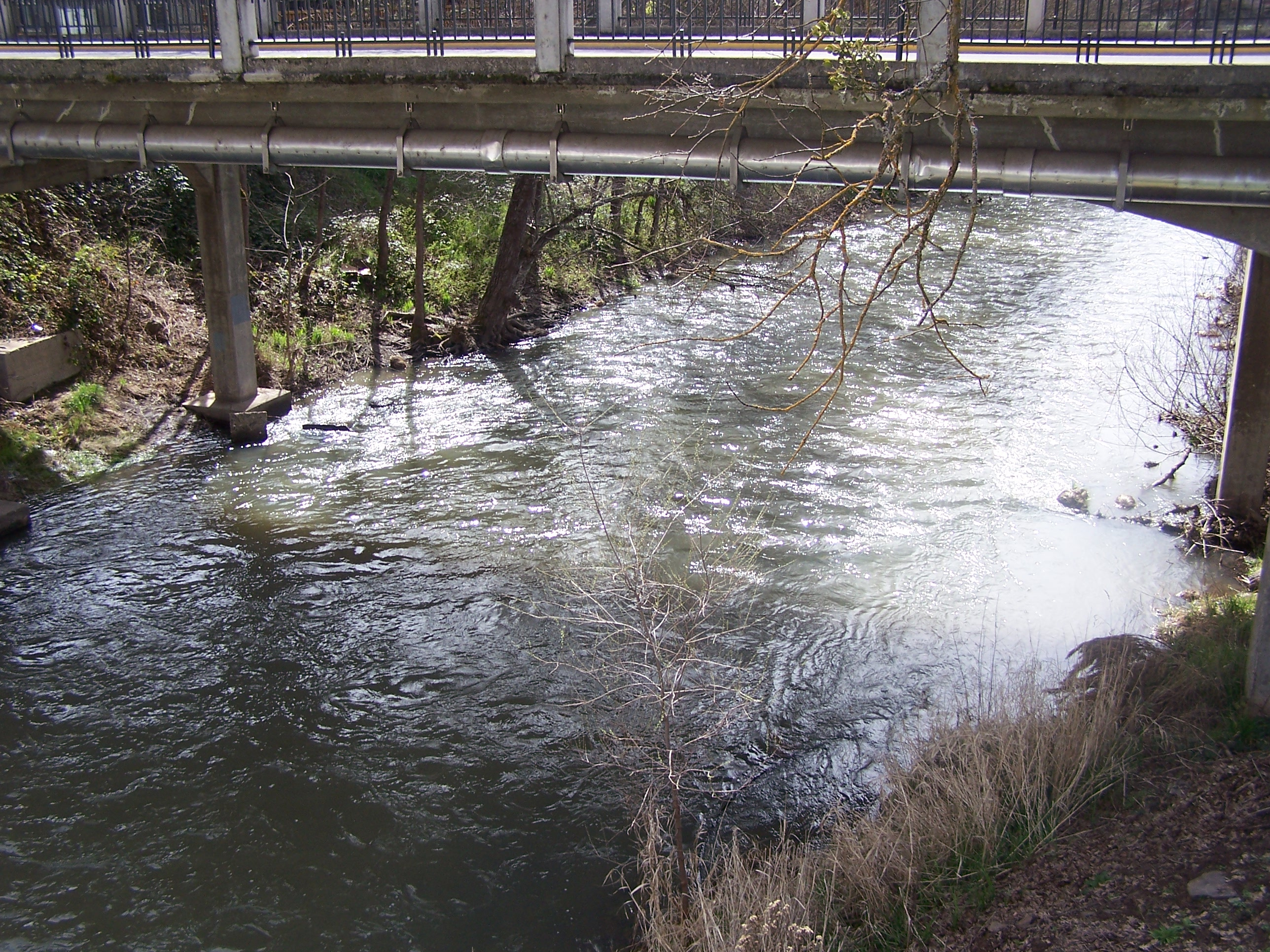
La Little Butte Creek vu de l'Antelope Creek Bridge

L'Institut d'études géologiques des États-Unis avait contrôlé le débit de la Little Butte Creek à sept stations limnimétriques différentes: deux à la South Fork, trois à la North Fork et deux au bras principal. La première station a été ouverte à la North Fork en 1908 sur le nouveau barrage du Fish Lake, tandis que la dernière a été ouverte à la South Fork en 1927 près de la Big Elk Ranger Station. Jusqu'en 1989, toutes les sept stations ont été fermées. Ci-dessous les données enregistrées par les stations limnimétriques qui sont les plus basses aux deux fourches et au bras principal.
| Ruisseau       | Lieu                             | Bassin versant | Années d'enregistrement | Débit moyen | Débit maximum                 | Débit minimum                            |
| -------------- | -------------------------------- | -------------- | ----------------------- | ----------- | ----------------------------- | ---------------------------------------- |
| North Fork     | près de l'embouchure             | 130 km2        | 1922-1933               | 1,61 m3/s   | 49,55 m3/s (22 décembre 1964) | 0 m3/s (nombreuses fois entre 1922-1968) |
| South Fork     | près de l'embouchure             | 357 km2        | 1922-1982               | 2,76 m3/s   | 177,8 m3/s (25 mai 1942)      | 0,085 m3/s (juillet-août 1931)           |
| Bras principal | à 6,5 kilomètres de l'embouchure | 759 km2        | 1908-1950               | 6,578 m3/s  | 280 m3/s (7 janvier 1948)     | 0,16 m3/s (6 juin 1926)                  |

## Bassin versant

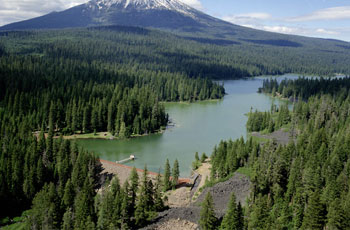
Le Fish Lake avec le mont McLoughlin dans l'arrière-plan

Le bassin versant de la Little Butte Creek, d'une superficie d'environ 966 km2, se trouve dans le sud de l’Oregon. L'altitude varie entre 367 m à l'embouchure du ruisseau et 2 894 m au sommet du mont McLoughlin, avec une altitude moyenne de 1 066 m. 65 % du bassin versant sont composés de forêts, tandis que 32 % sont des terres cultivées. Les 3 pour cent restants se trouvent dans les frontières de la ville d'Eagle Point. 48 % du bassin versant appartient au gouvernement fédéral, 2 % à Eagle Point et les 50 % restants sont des propriétés privées. Plus de 10 000 personnes habitent dans les limites du bassin versant.
La région connaît un climat méditerranéen. Les températures vont de 32 °C en été à −6,7 °C en hiver. Les précipitations moyennes dans la région varient entre 480 mm dans les régions plus basses et plus de 1 300 mm dans les régions plus hautes. Les mois les plus secs sont les mois de juillet à octobre, tandis que les mois de décembre à avril sont les mois les plus humides. 34 % des eaux de ruissellement du bassin versant proviennent des pluies, 31 % de la pluie ruisselante sur la neige, et 35 % de la fonte des neiges.
Le bassin versant de la Little Butte Creek se divise en deux régions géologiques: les High Cascades et les Western Cascades. Ces derniers constituent les deux tiers dans l'ouest du bassin versant et sont en général moins de 1 500 m hautes. Des canyons raides et accidentés sont très fréquents dans cette région. Les parties plus basses du bassin versant contiennent des sols de lave décomposée, d'argile et de grave,. Les High Cascades constituent le tiers restant dans l'est du bassin versant et incluent des volcans comme le Brown Mountain ou le mont McLoughlin, ainsi que des plateaux de lave. En quelques endroits, des ruisseaux descendent à plus de 60 m/km. Les bassins versants avoisinants incluent deux autres affluents du Rogue (la Big Butte Creek dans le Nord et la Bear Creek dans le Sud) ainsi que des petits affluents du Klamath dans l'est.
En 2003, 581 autorisations pour l’exploitation de l'eau ont été enregistrées dans le bassin versant de la Little Butte Creek, avec 394 d’elles liées à l'irrigation. 466 détournements d'eau ont aussi été enregistrés. Pendant l'été, beaucoup de ruisseaux sont sur-appropriés, ce qui entraîne fréquemment des manques d'eau dans les parties les plus basses de la Little Butte Creek,.

## Flore et faune

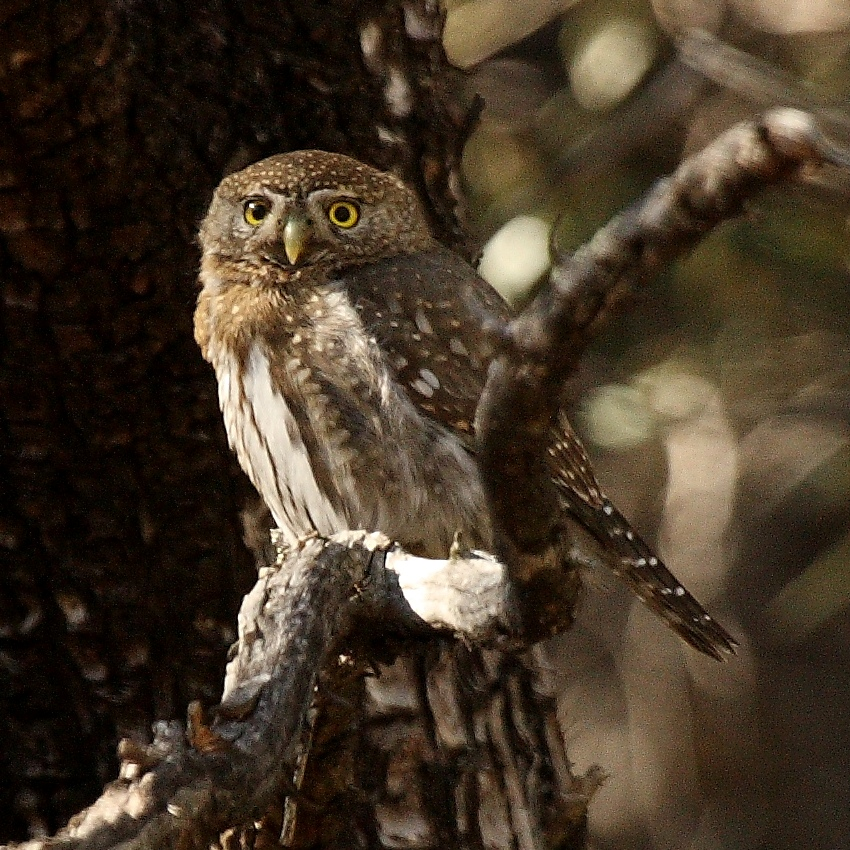
La chevêchette naine

La flore du bassin versant de la Little Butte Creek se compose majoritairement de forêts de conifères tempérées, qui constituent environ 65 pour cent de la région,. Les régions plus basses se constituent de chaparral, et les régions plus hautes de forêts de sapin. Dans le chaparral, on trouve beaucoup de chênes comme par exemple la chêne de Garry et la chêne noir de Californie, avec un sous-bois de Ceanothus cuneatus et  d'arctostaphyles visqueux. Les arbres qu'on trouve les plus souvent dans la forêt de conifères et mixtes sont le sapin de Douglas, le pin à sucre, le pin à bois lourd, le cèdre blanc de Californie et le sapin du Colorado. Le sapin rouge, le sapin du Colorado et le sapin noble poussent dans les altitudes plus hautes du bassin versant. La pruche subalpine, le pin tordu, le sorbier de Sitka et la viorne comestible poussent aussi dans cette région. Des Chrysolepis peuvent être trouvés aux alentours du Fish Lake. Les espèces de plantes les plus fréquentes à proximité de la limite des arbres, qui se trouve au-dessus des 1 800 m du mont McLoughlin et du Brown Mountain, incluent le pin à écorce blanche, la pruche subalpine, le sapin subalpin, le casiope et le phyllodoce.
Plusieurs espèces d'oiseaux ont été repérées dans la région de la Little Butte Creek. On sait que 22 espèces se reproduisent dans le chaparral, y compris plusieurs espèces de troglodytes, de quiscales et de passeridés. La forêt de conifères et mixtes est une sorte de décharge où vivent le pic à tête blanche, la sittelle pygmée, le tohi à queue verte, la chevêchette naine, le martinet de Vaux, le roitelet d'hiver et la paruline des buissons. La foulque d'Amérique a aussi été repérée à plusieurs endroits le long de la Little Butte Creek. Le pic de Williamson, le pic à dos noir, le mésangeai du Canada et la paruline à tête jaune fréquentent les altitudes plus hautes. Le moucherolle à côtés olive et le roselin de Cassin, tous les deux classifiés comme quasi menacés, vivent aussi dans cette région. Le pic tridactyle et le cassenoix d'Amérique ont aussi été vus près de la limite des arbres. On sait également que l'oreillard de Townsend, qui est classifié comme menacé, vit dans le bassin versant,.
La Little Butte Creek est connue pour être l’un des meilleurs affluents du Rogue pour la production de saumon, et est aussi un parmi quelques ruisseaux dans le bassin versant du Haut-Rogue qui est favorable à leur survie. Les poissons anadromes les plus fréquents qui se trouvent dans le ruisseau sont entre-autres les saumons chinook et cohos et la truite fardée. Les Unités Significatives d'Évolution du saumon coho de l'Oregon du Sud/ de la côte nord de la Californie sont qualifiées comme menacées (2011). Les saumons cohos déposent leurs œufs sur les, en total, 74 km de ruisseaux dans le bassin versant de la Little Butte Creek,. On estime que 35 131 saumons cohos étaient présents dans le ruisseau en 2002. Des poissons sédentaires sont par exemple la truite fardée, les cottidés, la truite arc-en-ciel et la truite mouchetée,.

## Histoire
Au départ, les tribus amérindiennes des Takelma, et peut-être aussi des Shastas, habitaient dans la région de la Little Butte Creek,. Les premiers colonisateurs non-indigènes arrivent dans la région d'Eagle Point en 1852. Ils nomment la Little Butte Creek et la Big Butte Creek avoisinante d'après leur proximité au mont McLoughlin (connu à cette époque-là sous le nom de Snowy Butte). À cause de conflits avec les tribus des Rogue River, Major J. A. Lupton rassemble le 8 octobre 1855 35 hommes de Jacksonville, Oregon, et attaque les Amérindiens près de l'embouchure de la Little Butte Creek. Ce faisant, il tue environ 30 d'eux. Lupton est aussi tué, et 11 de ses hommes sont blessés,. Le 24 décembre de la même année, Capitaine Mile Alcorn découvre un camp d'Amérindiens près de la North Fork et l’attaque, il tue 8 Amérindiens. Le jour d’après, à Noël, un autre groupe d'Amérindiens est attaqué près de l'embouchure de la Little Butte Creek; certains d'eux fuient, tandis que le reste est soit capturé, soit tué.
À la fin des années 1850, la terre des régions plus hautes est principalement utilisée à l'agriculture et à l'exploitation forestière. Une scierie est construite à la North Fork dans les années 1870. En 1901, Alfred Howlett fait édifier le Sunnyside Hôtel à Eagle Point, sur les rives de la Little Butte Creek. Plus tard, en 1911, Eagle Point est constituée en corporation municipale et reste toujours la seule ville incorporée dans les limites du bassin versant. En 1907, on découvre de minerai de manganèse près de la confluence de la South Fork Little Butte Creek avec son affluent, la Lost Creek. Les nodules extraits sont composés d'environ 55 % de manganèse et pèsent jusqu'à 23 kg. Du cinabre est aussi découvert dans la région,. En 1922, l'Antelope Creek Bridge, d’une longueur de 18 m, est construit à travers l'Antelope Creek.  En 1987, on déplace le pont à Eagle Point, où elle traverse maintenant la Little Butte Creek.

### Détournements et barrages

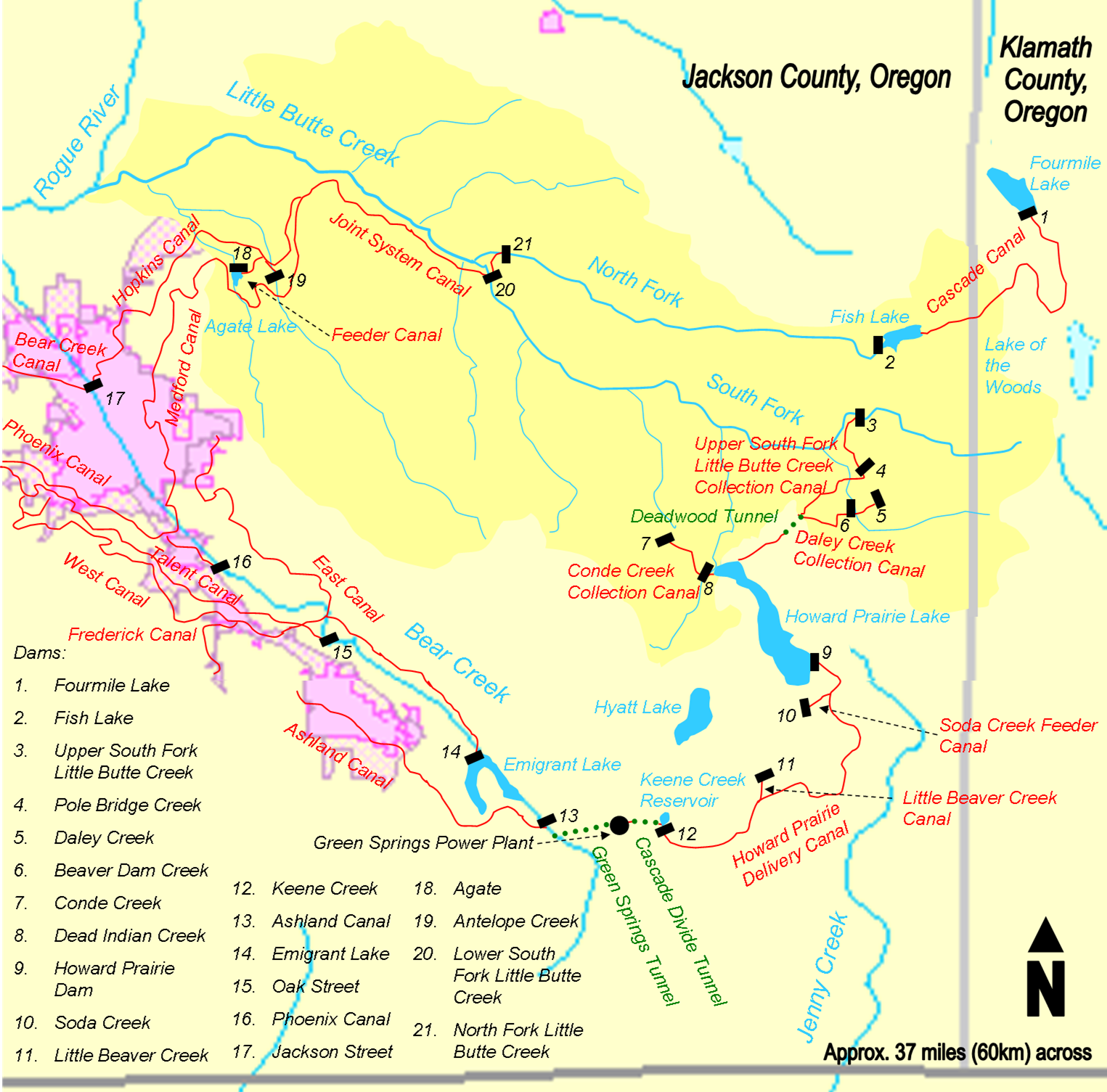
Une carte des barrages et canaux associés avec la Little Butte Creek

Un peu d'eau du bassin versant de la Little Butte Creek est détournée pour l'irrigation de la vallée du Rogue ainsi que pour l’alimentation de la Bear Creek, qui se trouvent toutes les deux à environ 24 km dans le sud-ouest. Tard dans le XIXe siècle, un grand nombre de vergers sont plantés près d'Ashland. Initialement, ils sont irrigués par la Bear Creek; il n'y a cependant pas assez d'eau pour satisfaire leurs besoins. En 1898, la Fish Lake Water Company est fondée pour résoudre ce problème. La compagnie propose l'agrandissement du Fourmile Lake et du Fish Lake en retenant de l'eau de la Fourmile Creek et de la North Fork Little Butte Creek. Elle suggère également  de connecter les deux lacs par le Cascade Canal. La construction du Fish Lake Dam provisoire est commencée en 1902. En ce moment, on commence également la construction du Joint System Canal dans l'ouest. Les constructions du Fourmile Lake Dam ainsi que du Cascade Canal débutent en 1906. Un réseau d'autres petits canaux, comme le Hopkins Canal et le Medford Canal, est aussi créé dans la vallée du Rogue au même moment. Le Fish Lake Dam est fini en 1908 et établit le réservoir d'une superficie de 9 666 km3,.
Le Cascade Canal est fini en 1915. Il mène environ 6 737 km3 d'eau du Fourmile Lake vers le bassin versant du Klamath, qui se trouve à 7,2 km dans le sud-ouest du Fish Lake dans le bassin versant du Rogue,,. Au même moment, on remplace aussi le Fish Lake Dam provisoire par un barrage en remblai permanent,. Celui-ci est modifié plus tard, en 1922 et 1955,. En 1996, on y ajoute un déversoir supplémentaire. Le barrage a une hauteur de 15 m et une longueur de 293 m.
En 1956, le Bureau of Reclamation accorde le contrat de la construction du Deadwood Tunnel à Lord Brothers, un entrepreneur basé à Portland. Le tunnel est fini en 1957. Le Howard Prairie Lake est construit en 1958 et se trouve à environ 29 km dans l'est d'Ashland. Beaucoup d’eau est détournée de la South Fork, de la Beaver Dam Creek et de deux de ses affluents, et coule sur 14 km dans le Deadwood Tunnel vers le sud, pour alimenter ensuite le lac et les régions se trouvant aux alentours,,. La Dead Indian Creek est aussi détournée vers le Howard Prairie Lake. Environ 0,606 m3/s par an, ou environ 20 400 km3, ont été détournés vers le bassin versant du Klamath entre 1962 et 1999,.
Le Howard Prairie Delivery Canal ainsi que le Keene Creek Reservoir, le Cascade Tunnel et le Greensprings Tunnel sont finis en 1959. De l'eau du Howard Priaire Lake est détournée vers le canal et menée en direction ouest vers le Keene Creek Reservoir, qui se trouve à environ 26 km dans l'est d'Ashland,. De l'eau est aussi fournie par le Hyatt Reservoir avoisinant,. L'eau passe ensuite dans des tuyaux par le Cascade Tunnel et coule vers la centrale électrique de Greensprings, qui produit environ 18 mégawatt d'électricité. Puis, l'eau part de la centrale électrique à travers le Greensprings Tunnel d'une longueur de 3 km et se jette dans l'Emigrant Creek, un affluent de la Bear Creek,. En moyenne, environ 47 840 km3 d'eau traversent le tunnel. L'eau finit dans l'Emigrant Lake, à environ 10 km dans le sud-est d'Ashland, où elle se jette soit dans la Bear Creek, soit est détournée pour l'irrigation.

### Butte Creek Mill

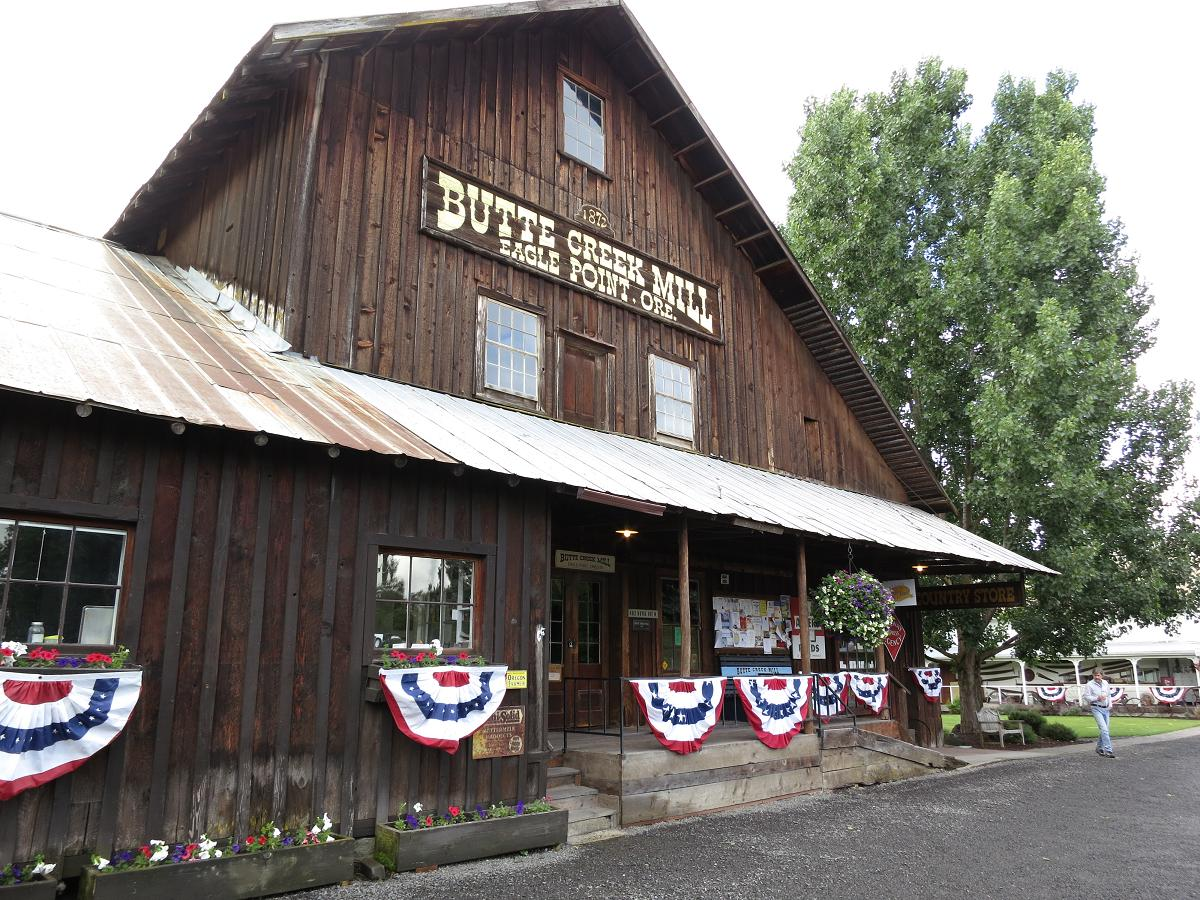
La Butte Creek Mill à Eagle Point, Oregon

La Butte Creek Mill, nommée à l'origine Snowy Butte Mill, est construite en 1872 sur les rives de la Little Butte Creek, à environ 8,9 kilomètres de son embouchure,,,. Un barrage de détournement est construit dans les années 1880 pour fournir de l'eau à la turbine qui fait tourner le moulin. Ce barrage était la barrière la plus défavorable dans le bassin versant pour le déplacement des poissons,. En 2005, le Rogue Basin Fish Access Team construit pour 250 000 $ (200 000 €) une passe à poissons en béton, pour aider les poissons à passer par le barrage,,. Un seuil fait de rochers est construit à son pied. Il crée un saut de 20 cm entre le ruisseau et la passe à poissons. Seulement trois mois plus tard, les rochers sont cependant entrainés par l'eau pendant une grosse tempête, ce qui élargit la distance à plus de 61 cm,. Le seuil est reconstruit en béton en 2008 pour environ 122 $ 500 (98 000 €),.
Le moulin fait maintenant partie du Centre des monuments artificieux et est le seul moulin à blé dans l'Oregon qui moud toujours de la farine., Il est aussi le plus vieux moulin à eau dans l'ouest du Mississippi.

### Restauration
En 1955, des grosses inondations touchent la vallée du Rogue, et les méandres de la Little Butte Creek se trouvant dans la Denman Wildlife Area entre Eagle Point et le Rogue sont désignés comme les causes d'une sérieuse érosion,. À la fin des années 1950 et au début des années 1960, cette partie comprenant 2,1 km du ruisseau est par conséquent canalisée à l'aide d'un bulldozer. Cette canalisation oblige l'eau de couler vers le bas et non pas vers l'extérieur comme dans un ruisseau normal, ce qui creuse son lit jusqu'à la roche et crée un habitat défavorable aux saumons sauvages. En 2007, un plan pour détourner le ruisseau vers ses anciens méandres est proposé. Le projet de 700 000 $ (558 000 €) inclut la construction de radiers mécanisés et d'embâcles de bois ainsi que l'ajout de rochers.  Il est fini en septembre 2011,,.

## Environnement

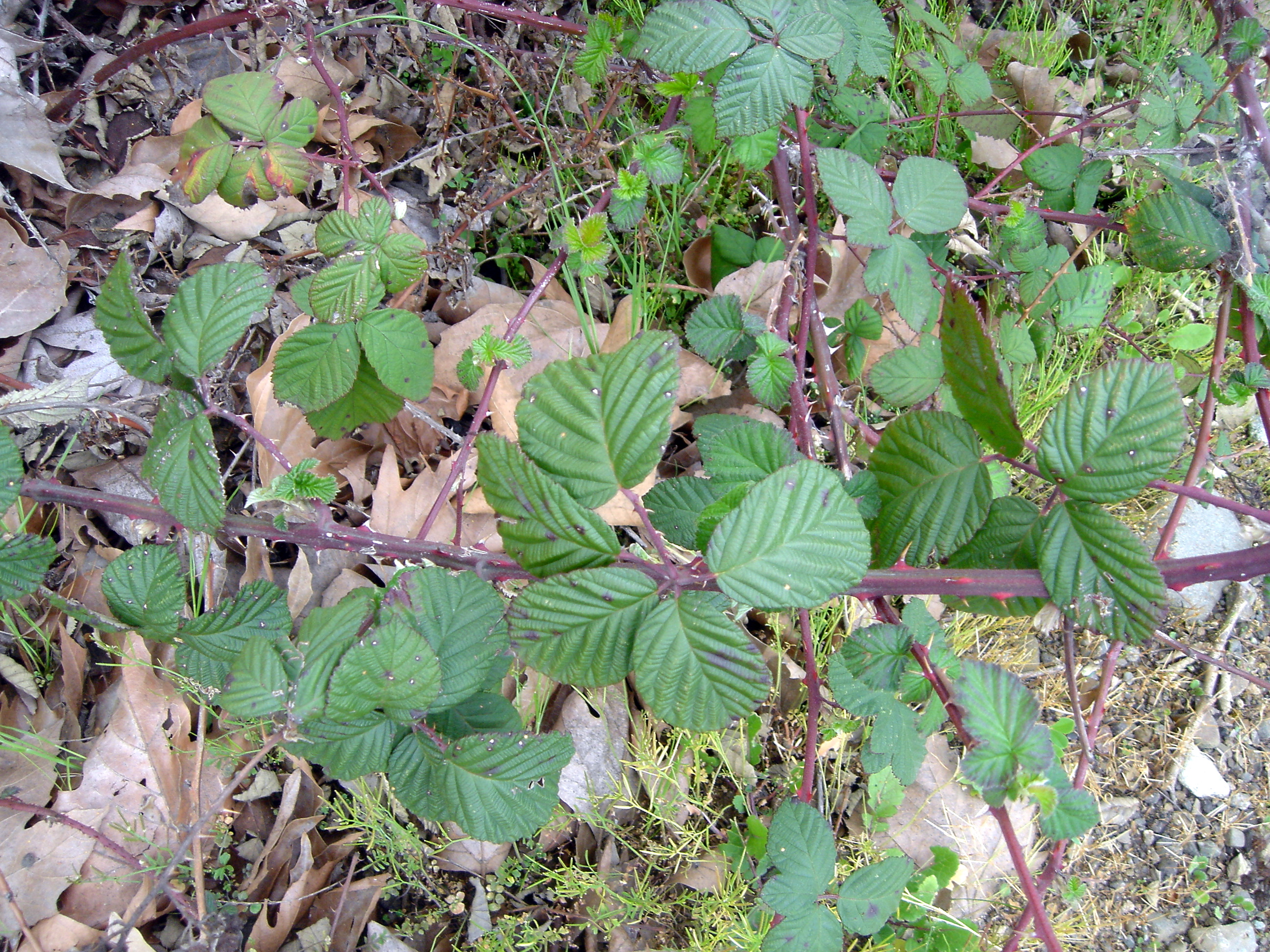
Une ronce commune sauvage

L'Oregon Department of Environmental Quality (DEQ) (littéralement "Département de la Qualité environnementale de l’Oregon") a supervisé la Little Butte Creek concernant huit paramètres différentes influençant la qualité de l'eau: la température, la saturation d'oxygène, le potentiel hydrogène, le nutriment, les bactéries, les contaminants chimiques comme des pesticides et des métaux, la turbidité et les alcalins. Les ruisseaux qui dépassent le niveau standard sont ensuite placés sur la liste 303d du DEQ, conformément à la loi sur la protection de l'eau. Environ 40 % des ruisseaux dans le bassin versant de la Little Butte Creek apparaissaient sur la liste 303d du DEQ en 2002. Le bras principal en entier dépassait le niveau standard pour la température, la saturation d'oxygène, les coliformes (bactéries) et la turbidité. Les 10 km plus bas de la North Fork ont été enregistrés à cause des températures chaudes et des niveaux élevés de E.coli, tandis que la section plus haute était touchée par la chlorophylle a et des niveaux altérés du potentiel hydrogène.  La South Fork a été enregistrée à cause de turbidité et de température.
En général, une température haute est le problème le plus fréquent du bassin versant de la Little Butte Creek. Les causes sont le plus probablement son détournement ainsi que ses zones ripariennes réduites.  Environ 53 % de ces zones dans le bassin versant ont été endommagés par l'agriculture ou la déforestation, tandis que 43 % sont classifiés comme sains. Une autre menace pour des zones ripariennes saines sont les ronces envahissants, qui ne laissent pas d'espace à la végétation locale et qui ne fournissent pas d'ombre. Les  températures plus élevées de l'eau qui en résultent peuvent être nocives aux poissons anadromes.  Des hautes concentrations de bactéries peuvent également poser des problèmes.
En 2003, le Little Butte Creek Watershed Council a évalué l’état de santé du bassin versant de la Little Butte Creek sur une échelle de 1 (un peu dégradé) à 5 (fortement dégradé). Dans l'ensemble, le bassin versant a reçu une note de 2,95 points (dégradé modérément). Sur l'Oregon Water Quality Index (OWQI), l'index utilisé par le DEQ, la qualité d'eau peut variée entre 10 (le plus mauvais) et 100 (parfait). Entre 1998 et 2007, la moyenne de la Little Butte Creek à 2,3 kilomètres de son embouchure était à 72 (médicore) en été et à 82 (assez bon) en automne, hiver et printemps.

## Tourisme
Le bassin versant de la Little Butte Creek inclut plusieurs points d'intérêt. Des activités répandues sur et autour du Fish Lake sont entre-autres la pêche, la natation et le canotage. Deux terrains de camping se trouvent sur les rives du lac: Doe Point et le Fish Lake Resort. Plusieurs sentiers dans la région mènent au Pacific Crest Trail, qui est beaucoup plus grand. Deux parcs à neige se trouvent à l'Oregon Route 140.
Dans le bassin versant se trouve aussi l'Eagle Point Golf Course, qui a été construit en 1995 par Robert Trent Jones Jr., l'architecte mondialement connu de terrains de golf. Un autre terrain, le Stone Ridge Golfe Course, se situe près de l'Agate Lake. La Butte Creek Mill et les ponts couverts de l'Antelope Creek et de la Lost Creek sont aussi des attractions populaires. On peut visiter plusieurs bâtiments historiques à Eagle Point, y compris l'Eagle Point Museum qui a été construit en 1925 en tant que Long Mountain School, ainsi que la Walter Wood House, qui a été édifiée en 1879. La Denman Wildlife Area se trouve à l'embouchure de la Little Butte Creek, ainsi que le TouVell State Park avoisinant.

### Livres
- (en) Joel Allen, Roland Dixon et American Museum of Natural History, Bulletin of the American Museum of Natural History, vol. 17, New York, American Museum of Natural History, 1907 (OCLC 497632, présentation en ligne, lire en ligne), « Article 5, The Shasta »
- (en) American Institute of Mining and Metallurgical Engineers, « Bulletin of the American Institute of Mining Engineers », Mining and Metallurgical, American Institute of Mining and Metallurgical Engineers, no 140,‎ 1918 (OCLC 446077964, lire en ligne)
- (en) Hubert Bancroft et Frances Victor, History of Oregon, San Francisco (Californie), The History Company, 1888 (OCLC 258490428, lire en ligne)
- (en) Tom Barr, Scenic Driving Oregon, Helena (Montana), Morris Book Publishing, LLC, 2004, 2e éd. (1re éd. 1997) (ISBN 978-0-7627-3032-2, OCLC 55892911, lire en ligne)
- (en) Ralph Friedman, In Search of Western Oregon, Caldwell (Idaho), Caxton Press, 1990, 782 p. (ISBN 978-0-87004-332-1, OCLC 22111690, lire en ligne)
- (en) Ira Gabrielson, « The Birds of the Rogue River Valley, Oregon », The Condor, University of California Press, vol. 33, no 3,‎ mai-juin 1931, p. 110–121 (ISSN 0010-5422, OCLC 478264799, DOI 10.2307/1363576, JSTOR 1363576)
- (en) Joseph Gaston, The centennial history of Oregon, 1811–1912, vol. 3, Chicago (Illinois), The S.J. Clarke Publishing Company, 1912 (OCLC 1656126, lire en ligne)
- (en) Lewis A. McArthur et Lewis L. McArthur, Oregon Geographic Names, Portland (Oregon), Binford & Mort, 2003 (1re éd. 1928) (ISBN 978-0-87595-277-2, OCLC 53075956)
- (en) Frederick Newell et Bureau du recensement des États-Unis, Report on Agriculture by Irrigation in the Western Part of the United States at the Eleventh Census : 1890, Washington, Bureau d'impression du gouvernement des États-Unis, 1894 (OCLC 6835279, lire en ligne)
- (en) Oregon Historical Society, The Quarterly of the Oregon Historical Society, vol. 4, W. H. Leeds, 1903 (OCLC 448780533, lire en ligne)
- (en) Rhonda Ostertag et George Ostertag, Camping Oregon, Guilford (Connecticut), Morris Books Publishing, LLC, 2005, 2e éd. (1re éd. 1999) (ISBN 978-0-7627-3643-0, OCLC 57514764, lire en ligne)
- (en) Robert Ruby et John Brown, Indians of the Pacific North West : A History, Norman (Oklahoma), University of Oklahoma Press, 1988, 304 p. (ISBN 978-0-8061-2113-0, OCLC 7272798, lire en ligne)
- (en) Jeffrey Schaffer et Andy Selters, Pacific Crest Trail, Berkeley (Californie), Wilderness Press, 2004, 7e éd. (1re éd. 1974), 344 p. (ISBN 978-0-89997-375-3, OCLC 57470533, lire en ligne)
- (en) E. A. Schwartz, The Rogue River Indian War and Its Aftermath, 1850–1980, Norman, Oklahoma, University of Oklahoma Press, 1997, 354 p. (ISBN 978-0-8061-2906-8, OCLC 35103496, lire en ligne)
- (en) John Shewey, Complete Angler's Guide to Oregon, Belgrade (Montana), Wilderness Adventures Press, 2007, 419 p. (ISBN 978-1-932098-31-0, OCLC 145339074, lire en ligne)
- (en) Joseph Teal et Oregon Conservation Commission, Report of the Oregon Conservation Commission to the Governor, Salem (Oregon), W. S. Duniway, 1912 (OCLC 32630207, lire en ligne)
- (en) Institut d'études géologiques des États-Unis et J. T. Pardee, Deposits on Manganese Ore in Montana, Utah, Oregon, and Washington, vol. 725-C, Washington, D.C., United States Government Printing Office, 8 août 1921 (OCLC 6036257, lire en ligne)
- (en) B. J. Verts et Leslie Carraway, Land Mammals of Oregon, Berkeley, California, University of California Press, 1998, 668 p. (ISBN 978-0-520-21199-5, OCLC 37211383, lire en ligne)
- (en) Nicholas Wade, The Science Times Book of Fish, New York City, New York, Lyons Press, 1997, 231 p. (ISBN 978-1-55821-604-4, OCLC 36817305, lire en ligne)

### Articles de journaux
- Stephanie Bartlett, « Butte CreeK Mill », Joy Magazine, Medford, Oregon, Mail Tribune,‎ 19 août 2009 (lire en ligne, consulté le 10 janvier 2010)
- « Fish ladder repair opens Little Butte Creek to migrating fish », Oregon State Newsletter,‎ 1er octobre 2008 (lire en ligne, consulté le 4 octobre 2009)
- Mark Freeman, « Creek effort balances technology, habitat », Mail Tribune, Medford, Oregon,‎ 26 mai 2009 (lire en ligne, consulté le 21 septembre 2009)
- Mark Freeman, « Effort afoot to fix Butte Creek Mill dam », Mail Tribune, Medford, Oregon,‎ 1er mars 2008 (lire en ligne, consulté le 21 septembre 2009)
- Mark Freeman, « Project looks to return tributary to its original channel », Mail Tribune, Medford, Oregon,‎ 23 février 2009 (lire en ligne, consulté le 10 janvier 2010)
- Mark Freeman, « Rebuilt fish ladder clears the way for Chinook salmon », Mail Tribune, Medford, Oregon,‎ 3 octobre 2008 (lire en ligne, consulté le 21 septembre 2009)
- Mark Freeman, « The Trickle-Down Effect », Mail Tribune, Medford, Oregon,‎ 15 septembre 2011 (lire en ligne, consulté le 16 septembre 2012)
- Mark Freeman, « Turning back », Mail Tribune, Medford, Oregon,‎ 8 janvier 2007 (lire en ligne, consulté le 21 septembre 2009)